# Ambre (Album)
Ambre (auch Solo Ambre) ist ein Jazzalbum von Sylvain Luc. Die am 4., 5. und 6. Dezember 2002 im Studio 26 in Antibes entstandenen Aufnahmen erschienen am 29. September 2003 auf Dreyfus Jazz.

## Hintergrund
Ambre war (nach Piaia, 1993) das zweite Soloalbum des Gitarristen Sylvain Luc. Er verwendete eine Reihe von Gitarren, manchmal im Mehrspurverfahren, und fügte bei einigen Stücken Perkussion hinzu.

## Titelliste
- Sylvain Luc: Ambre (Dreyfus FDM 3665)[2]

1. A Child Is Born (Thad Jones) 3:20
2. Gentil Coquelicot (Traditional) 5:07
3. Bakean (Paisiblement) 5:20
4. Omenaldi (Hommage) 3:21
5. Oréade 6:52
6. Opposite World 3:28
7. Berceuse Basque (Traditional) 5:25
8. All Blues (Miles Davis) 5:09
9. Ambre 4:45
10. Folklore Imaginaire (Miss Moustique) 3:52
11. Shadow of Your Smile (Johnny Mandel, Paul Francis Webster) 5:51
12. Warm Color 5:21

Wenn nicht anders vermerkt, stammen die Kompositionen von Sylvain Luc.

## Rezeption
Wenn Luc „All Blues“ interpretiere, geschehe dies mit Wertschätzung für die ursprünglichen Ideen des Komponisten Miles Davis, stellte Jim Santella in seiner Besprechung von Ambre für All About Jazz fest. Ein sinnliches Gefühl würde entstehen, „wie Dampf vom Bürgersteig an einem kalten Wintermorgen“. Luc erkunde das Stück mit der gleichen lockeren Haltung, die Miles Davis bevorzugte, und nutze dabei elektrische und akustische Instrumente. Das Titelstück des Albums – eine sanfte Nummer mit verstärkten Gitarrenklängen – vermittle dem Zuhörer eine entspannte Klanglandschaft. Sein „Berceuse Basque“ („Baskisches Wiegenlied“) erkunde die friedliche Landschaft seiner Heimat, während sein „Opposite World“ den Funk der urbanen Kultur widerspiegle. Lucs Einflüsse scheinen jedoch von überall her zu kommen. Dies sei zeitlose Musik.
Man muss gewissermaßen selbst ein Spieler und Schüler des betreffenden Instruments sein oder sich einfach wirklich für Solo-Instrumentalalben interessieren, um dieses Album und die technischen Fähigkeiten des Künstlers voll und ganz zu schätzen, meinte James Taylor, der das Album in All About Jazz rezensierte. Vielleicht ist „anerkennen“ ein zu starkes Wort – man kann das zutiefst lyrische Spiel, die Quelle der World-Jazz-Einflüsse und das hektische Fingerpicking, das Ambre färbt, auf jeden Fall zu schätzen wissen. Ambre habe nichts mit Soloalben wie Solo Monk (1964) auf der einen Seite oder Anthony Braxtons For Alto (Delmark, 1968) auf der anderen Seite zu tun. Auf diesen Alben schienen Braxton und Thelonious Monk auf emotionaler Ebene etwas zu erreichen, das die Technik des Spiels zweitrangig mache. Dem gegenüber sei Ambre sehr technisch angelegt, und es sei schwierig, sich wirklich darauf einzulassen.